# Yaobu Shuiku
Yaobu Shuiku (kinesiska: 腰堡水库) är en reservoar i Kina. Den ligger i provinsen Liaoning, i den nordöstra delen av landet, omkring 70 kilometer öster om provinshuvudstaden Shenyang. Yaobu Shuiku ligger 254 meter över havet. Omgivningarna runt Yaobu Shuiku är en mosaik av jordbruksmark och naturlig växtlighet.
Genomsnittlig årsnederbörd är 1 120 millimeter. Den regnigaste månaden är juli, med i genomsnitt 254 mm nederbörd, och den torraste är januari, med 9 mm nederbörd.